# Partido di Saavedra
Il partido di Saavedra è un dipartimento (partido) dell'Argentina facente parte della provincia di Buenos Aires. Il capoluogo è Pigüé. 

## Toponimia
Il partito è intitolato a Cornelio Saavedra, presidente della Prima Giunta nel 1810.